# XXX wiek p.n.e.

## Ludność świata
- ludność świata w roku 3000 p.n.e. – 25 000 000 mieszkańców

## Wydarzenia na Świecie
Wydarzenia w Europie
- około 3000 p.n.e. 
  - Ludy indoeuropejskie wdarły się do Europy, ale nie dalej niż do Węgier. Oczywistym wydaje się fakt, iż stepy azjatyckie musiały być wówczas mocno zaludnione, skoro szukano nowych terenów. Potem, przez długi czas kultura i język, które przynieśli do Europy rozprzestrzeniły się na prawie cały kontynent
  - budowa kamiennych grobowców na Krecie, początek okresu wczesnominojskiego
  - uprawa winorośli, oliwek i zbóż w rejonie Morza Egejskiego
  - początek epoki brązu w Grecji

Wydarzenia w Azji
- około 3000 p.n.e. 
  - protochińska kultura Yangshao, istniejąca w basenie rzeki Huang He, przeżywała swój największy rozkwit
  - w Chinach znane były wyroby z jedwabiu i miedzi, budowane były miasta i systemy obronne, wynaleziono koło garncarskie
  - w Sumerze narodziła się pierwsza cywilizacja, powstało pismo, system sześćdziesiętny
  - pierwotni Austronezyjczycy migrują z Tajwanu na Filipiny
  - na Bliskim Wschodzie wyroby z brązu wykonywano stosując technikę na tak zwany wosk tracony. Najpierw wykonywano z wosku wzór przyszłego przedmiotu. Następnie woskowy model oblepiano gliną. Po jej wyschnięciu do formy wlewano roztopiony metal. Wosk wytapiał się w wysokiej temperaturze, a jego miejsce zajmował brąz. Z brązu robiono groty strzał i oszczepów, sztylety, bransolety, naszyjniki, igły, szpile, fibule, czyli zapinki do okryć, a nawet polerowane zwierciadła. Najlepsze brązowe lustra wykonywali rzemieślnicy irańscy z gór Zagros. Poza brązowymi ozdobami dużą popularnością cieszyły się kosztowne wyroby ze złota
  - zastosowanie brązu cynowego w Mezopotamii
  - brąz wchodzi do użytku w całym basenie Morza Egejskiego
  - najstarsze ślady użytkowania nart (góry Ałtaju)
- około 2950 p.n.e. – najazdy wędrownych ludów na Sumer, w Mezopotamii trwa okres Dżemdet Nasr

Wydarzenia w Afryce
- około 3000 p.n.e. (3100 p.n.e.?)
  - Menes – pierwszy, legendarny władca Egiptu zjednoczył kraj i zapoczątkował I dynastię; początek okresu wczesnodynastycznego
  - poziom sztuki w Egipcie był jeszcze bardzo niejednolity; niektóre dzieła prezentowały wysoki poziom artystyczny, inne rzeźby i reliefy były słabe, niezręcznie wykonane i źle zaplanowane
  - hodowla bydła w Egipcie
  - powstanie egipskiego pisma obrazkowego (hieroglify)
  - powstanie egipskiego kalendarza rolniczego (12 miesięcy po 30 dni +5 dni dodanych na koniec roku)

Wydarzenia w Ameryce
- garncarstwo w Ekwadorze i Kolumbii

Wydarzenia

w Australii